# Miss America 2024
Miss America 2024 fue la 96.ª edición del concurso Miss America. La competencia se llevó a cabo junto con la competencia Miss America's Teen 2024 del 6 al 14 de enero en el Dr. Phillips Center for the Performing Arts en Orlando, Florida. Grace Stanke de Wisconsin coronó a su sucesora Madison Marsh de Colorado al final del evento.

## Antecedentes
Miss America 2024 fue la 96.ª edición del concurso, pero el 102.º aniversario del Miss America. Para la edición de 2024, los límites de edad para competir se elevaron a entre 18 y 28 años. Las candidatas también deben ser residentes o ciudadanas de los Estados Unidos y cumplir con los requisitos de residencia particulares de los estados, municipios y distritos que representan.
Como parte de los cambios realizados en el programa de becas Miss America por el nuevo director ejecutivo Robin Fleming en 2023, todos los concursos estatales y el concurso nacional Miss America celebraron un segmento de competencia de fitness y a las candidatas se les permitió elegir entre competir en el concurso de talentos o en un concurso de oratoria llamado «HER Story». El concurso de talentos se exigía desde 1938. La edición de 2024 fue la primera de Miss America desde 2018 donde las candidatas compitieron en una categoría de fitness.

## Resultados
| Posición          | Candidata |
| ----------------- | --- |
| Miss America 2024 | - Colorado - Madison Marsh |
| Primera finalista | - Texas - Ellie Breaux |
| Segunda finalista | - Indiana - Cydney Bridges |
| Tercera finalista | - Kentucky - Mallory Hudson |
| Cuarta finalista  | - Rhode Island - Caroline Parente |
| Top 11            | - Arkansas - Cori Keller - Florida - Juliette Valle - Kansas - Courtney Wages - Maryland - Kennedy Taylor - Nueva York - Amelia Collins - Carolina del Norte - Taylor Loyd |

## Premios preliminares
| Premio         | Candidata                                                                                     |
| -------------- | --------------------------------------------------------------------------------------------- |
| Traje de Noche | - Alabama - Brianna Burrell - Maryland - Kennedy Taylor - Texas - Ellie Breaux                |
| Fitness        | - Maryland - Kennedy Taylor - Misisipi - Vivian O'Neal - Tennessee - Brandee Mills            |
| Talento        | - Maine - Veronica Druchniak - Míchigan - Maya Schuhknecht - Carolina del Norte - Taylor Loyd |

## Candidatas
51 candidatas compitieron por el título.
| Estado               | Nombre               | Edad | Ciudad natal     | Talento o HERstory                                      | Iniciativa de Servicio Comunitario (ISC)                            | Posición en Miss America | Premios especiales                            | Notas |
| -------------------- | -------------------- | ---- | ---------------- | ------------------------------------------------------- | ------------------------------------------------------------------- | ------------------------ | --------------------------------------------- | --- |
| Alabama              | Brianna Burrell      | 25   | Mobile           | Voz                                                     | SAVE-A-STEM                                                         |                          | Traje de Noche preliminar                     | |
| Alaska               | Hannah Utic          | 21   | Anchorage        | Piano/Voz                                               | Civic Involvement Through Informed Voting                           |                          |                                               | |
| Arizona              | Tiffany Ticlo        | 21   | Chandler         | Voz                                                     | STEAM Education: Bringing Science and the Arts to All Students      |                          |                                               | Hermana de Miss Arizona 2018 y Miss Arizona USA 2022, Isabel Ticlo |
| Arkansas             | Cori Keller          | 25   | Stuttgart        | Claqué                                                  | Feeding the Future: Collaborative Solutions to Hunger               | Top 11                   |                                               | |
| California           | Sabrina Lewis        | 26   | Berkeley         | HERstory                                                | Equine Therapy: Healing Hearts with Horses                          |                          |                                               | Anteriormente Miss California USA 2021 |
| Carolina del Norte   | Taylor Loyd          | 22   | Mooresville      | Voz operística                                          | The Arts Connection                                                 | Top 11                   | Premio Preliminar al Talento                  | |
| Carolina del Sur     | Jada Samuel          | 26   | Greenville       | HERstory                                                | iShapeMe Inc.                                                       |                          |                                               | |
| Colorado             | Madison Marsh        | 22   | Colorado Springs | HERstory                                                | The Whitney Marsh Foundation - Early Detection of Pancreatic Cancer | Miss America 2024        |                                               | Graduada de la Academia de la Fuerza Aérea de los Estados Unidos Primer oficial en servicio activo y graduado de una academia del servicio militar en competir en Miss America |
| Connecticut          | Gina Carloto         | 28   | New Haven        | Baile                                                   | The Grace Collective                                                |                          |                                               | |
| Dakota del Norte     | Sydney Helgeson      | 22   | Bismarck         | Voz                                                     | Live United: Building Stronger Communities Together                 |                          |                                               | Anteriormente Miss North Dakota's Outstanding Teen 2017 |
| Dakota del Sur       | Miranda Orth O'Bryan | 25   | Martin           | Voz                                                     | Page Turners: Fall in Love with Reading                             |                          |                                               | |
| Delaware             | Emily Beale          | 27   | Dagsboro         | Claqué                                                  | Protect, Preserve, Conserve: Environmental Advocacy                 |                          |                                               | |
| Distrito de Columbia | Jude Maboné          | 27   | Washington D. C. | Voz operística                                          | Check Your Heart                                                    |                          |                                               | |
| Florida              | Juliette Valle       | 22   | Fort Lauderdale  | Voz operística                                          | The Power of Chronic Kidney Disease Prevention                      | Top 11                   |                                               | |
| Georgia              | Tara Schiphof        | 25   | King             | Danza lírica                                            | #YesYouCan                                                          |                          |                                               | |
| Hawái                | Star Dahl-Thurston   | 25   | Honolulu         | Poesía slam                                             | Kahua Kollective                                                    |                          |                                               | |
| Idaho                | Reagan Yamauchi      | 22   | Soda Springs     | Piano                                                   | Motivated 2 Move                                                    |                          |                                               | Primera candidata en realizar una rutina de baloncesto en el escenario |
| Illinois             | Jessica Tilton       | 25   | Washington       | Escolta de bandera                                      | Donate Life - Advocating for Organ Donation                         |                          |                                               | Primera mujer en competir en una actuación de escolta de bandera como talento en Miss America                                                                                  |
| Indiana              | Cydney Bridges       | 22   | Fort Wayne       | Voz                                                     | The Power of Mentoring                                              | Segunda finalista        | Miss Simpatía                                 | |
| Iowa                 | Alysa Goethe         | 23   | Bettendorf       | Voz                                                     | Not Your Type: Advocating for Type 1 Diabetes                       |                          |                                               | |
| Kansas               | Courtney Wages       | 25   | Wichita          | Claqué                                                  | One Vision is Not the Only Vision                                   | Top 11                   |                                               | |
| Kentucky             | Mallory Hudson       | 22   | Bowling Green    | Voz                                                     | Inclusive Stages                                                    | Tercera finalista        |                                               | |
| Luisiana             | Makenzie Scroggs     | 20   | Marksville       | Baile                                                   | Being True to Being You                                             |                          |                                               | |
| Maine                | Veronica Druchniak   | 27   | Standish         | Baile                                                   | Make a Small Change                                                 |                          | Premio Preliminar al Talento                  | |
| Maryland             | Kennedy Taylor       | 26   | Silver Spring    | Baile salsa                                             | CyberSafeKids                                                       | Top 11                   | Traje de Noche preliminar; Fitness preliminar | Anteriormente Miss Maryland's Outstanding Teen 2012 Top 10 en Miss America's Outstanding Teen                                                                                  |
| Massachusetts        | Chelsea Vuong        | 25   | Cambridge        | Piano                                                   | Dollars and "Sense" for Financial Freedom                           |                          |                                               | |
| Míchigan             | Maya Schuhknecht     | 21   | Buchanan         | Speed Painting                                          | Art for All                                                         |                          | Premio Preliminar al Talento                  | |
| Minnesota            | Angelina Amerigo     | 22   | Mound            | Dance                                                   | One Bottle, One Straw, One Bag at a Time                            |                          |                                               | |
| Misisipi             | Vivian O'Neal        | 25   | Hattiesburg      | Dance                                                   | CapABLE                                                             |                          | Fitness preliminar                            | |
| Misuri               | Hayley Leach         | 25   | San Luis         | HERstory                                                | Autism Awareness and Acceptance-See the Able, not the Label.        |                          |                                               | |
| Montana              | Faith Johnson        | 23   | Helena           | Vocal                                                   | Connecting Hearts Through the Arts                                  |                          |                                               | Anteriormente Miss Montana's Outstanding Teen 2016 |
| Nebraska             | Morgan Baird         | 21   | Gering           | Contemporary Dance                                      | Rock the Vote: Building the Political Power of Young People         |                          |                                               | |
| Nevada               | Taylor Blatchford    | 24   | Boulder City     | Violin                                                  | Text 2 Regret                                                       |                          |                                               | Anteriormente Distinguished Young Woman of Nevada 2018 |
| Nuevo Hampshire      | Brooke Mills         | 24   | Concord          | Vocal                                                   | Lessen the Impact: Concussion Awareness                             |                          |                                               | Hija de Miss Nuevo Hampshire 1995 |
| Nueva Jersey         | Victoria Mozitis     | 22   | Northfield       | Musical Theater Vocal                                   | Literacy Enhancement                                                |                          |                                               | |
| Nuevo México         | Lianna Hartshorn     | 19   | Las Cruces       | Vocal                                                   | How to Start a Healthy Heart-The Miss Initiative                    |                          |                                               | |
| Nueva York           | Amelia Collins       | 21   | Manhattan        | Dance                                                   | POW-HER: Promoting Women's Healthcare as an Entitled Right          | Top 11                   |                                               | Ex Miss Tennessee Volunteer 3.ª finalista en Miss Volunteer America 2022 |
| Ohio                 | Madison Miller       | 23   | Coshocton        | Piano                                                   | The Veteran Narrative                                               |                          |                                               | |
| Oklahoma             | Sunny Day            | 28   | Norman           | Voz «My Man»                                            | Ready S.E.T. Go: Skills Beyond the Classroom                        |                          |                                               | |
| Oregón               | Allison Burke        | 27   | Tigard           | Violín                                                  | Food Security for All                                               |                          |                                               | |
| Pensilvania          | Miranda Moore        | 24   | Harrisburg       | Clarinete                                               | Take Action in Fashion                                              |                          |                                               | |
| Rhode Island         | Caroline Parente     | 21   | South Kingstown  | Voz                                                     | InvestHer: Igniting the Power of the Female Entrepreneur            | Cuarta finalista         |                                               | Anteriormente Miss Rhode Island's Outstanding Teen 2019 |
| Tennessee            | Brandee Mills        | 25   | Nashville        | Baile                                                   | Unashamed — Living Mindfully of Mental Health                       |                          | Fitness preliminar                            | |
| Texas                | Ellie Breaux         | 22   | Houston          | Rhythmic Gymnastics/Dance                               | Cops in the Communities                                             | Primera finalista        | Traje de Noche preliminar                     | |
| Utah                 | Sarah Sun            | 22   | Salt Lake City   | Piano clásico                                           | Changed for Good: Reducing Recidivism, Strengthening Communities    |                          |                                               | Anteriormente Distinguished Young Woman of Utah 2019 Segunda finalista en el concurso nacional Distinguished Young Women                                                       |
| Vermont              | Yamuna Turco         | 20   | Colchester       | Voz                                                     | One Book, One Child                                                 |                          |                                               | |
| Virginia             | Katie Rose           | 27   | Martinsburg      | Ballet en punta.                                        | Ending Domestic Violence by Empowering Women and Enabling Reform    |                          |                                               | |
| Washington           | Vanessa Munson       | 21   | Battle Ground    | Danza jazz                                              | Beauty and Beyond: What is your Beautiful?                          |                          |                                               | Sirve en servicio activo en el Ejército de los Estados Unidos |
| Virginia Occidental  | Karrington Childress | 21   | Charles Town     | HERstory                                                | Readers are Leaders                                                 |                          |                                               | |
| Wisconsin            | Lila Hui Szyryj      | 22   | Madison          | Piano clásico, "Revolutionary Etude" de Frederic Chopin | Breaking Down Breaking News                                         |                          |                                               | Quinta asiático-estadounidense y primera chino-estadounidense en ganar Miss Wisconsin                                                                                          |
| Wyoming              | Mackenzie Kern       | 23   | Casper           | HERstory                                                |                                                                     |                          |                                               | Anteriormente Miss Wyoming USA 2021 y Miss Wyoming Teen USA 2018 |